# プログレス基地
座標: 南緯69度22分30秒 東経76度23分30秒 / 南緯69.37500度 東経76.39167度

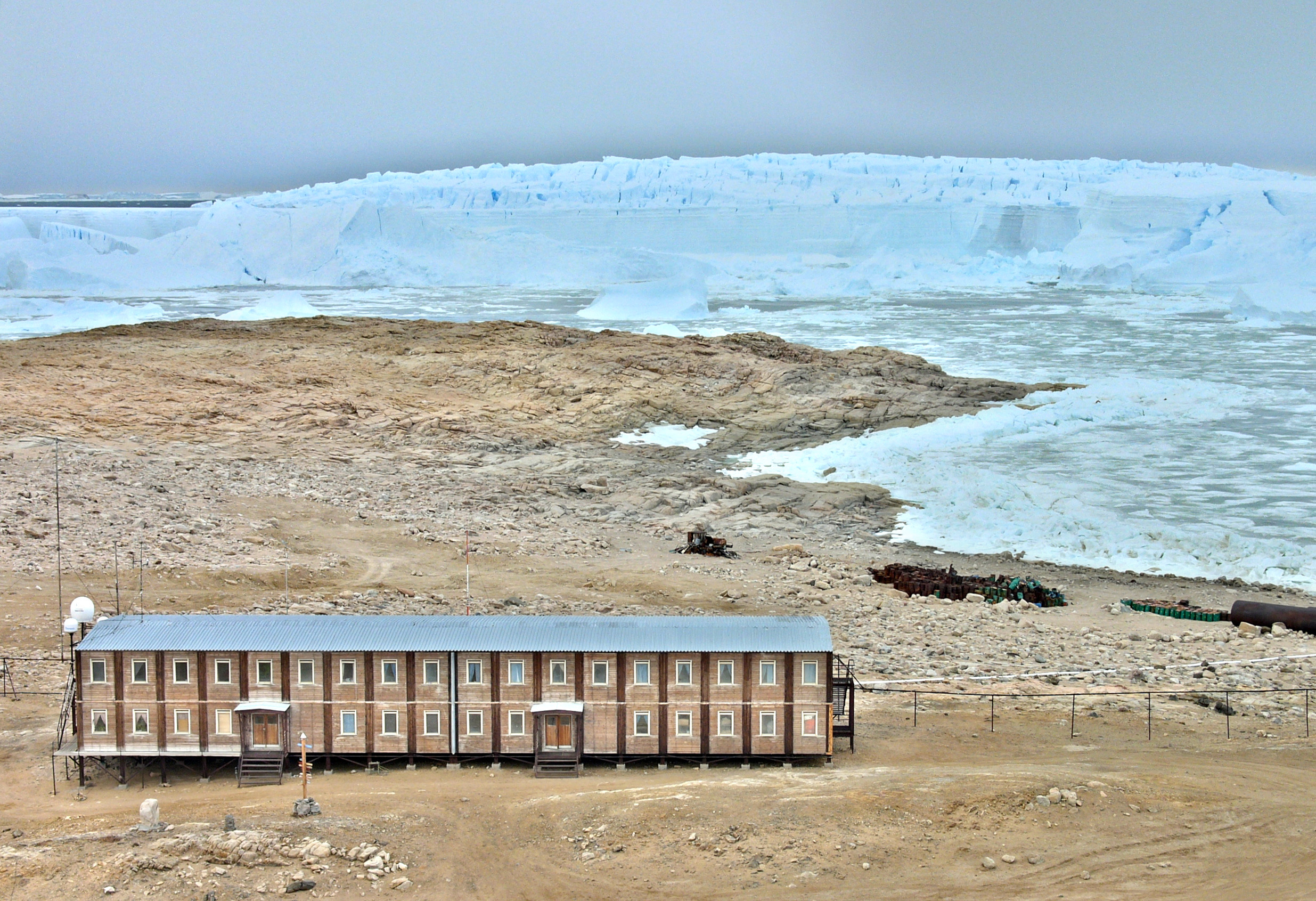
プログレス基地

プログレス基地(ロシア語: Прогресс)はロシアの南極観測基地。東南極のプリッツ湾岸にある。

## 概要
1988年の第33次ソ連南極遠征隊によって建設が開始され、1989年に基地が開設された。湾の水深が深く、船舶補給が行いやすいこと、露地があることが基地選定理由であった。経済事情により活動は低調であり、2000年には基地が一時閉鎖され、再開されたのは2003年のことである。2004年からは基地施設の拡充を行っていたが、2008年には設営中の火事で死者を出している。約6km離れた場所に滑走路が設定されており、ミールヌイ基地とは航空機による連絡を行えた。